# Eilema lurideolum
Eilema lurideolum là một loài bướm đêm thuộc phân họ Arctiinae, họ Erebidae.